# Стефан, Густав Фёдорович
Густав Фёдорович Стефан (1796—1873) — военный инженер, топограф, генерал-лейтенант, начальник Николаевской академии Генерального штаба.
Происходил из дворян Московской губернии, родился 25 апреля 1796 года, сын инспектора классов Сухопутного кадетского корпуса статского советника Ф. Стефана. Детство и молодость провёл в доме родителей, где получил весьма солидное для своего времени образование.
Вначале он был, несмотря на молодость, учителем математики в Петербургском лесном корпусе, но в 1816 году он определился колонновожатым в свиту Его Величества по квартирмейстерской части, а через два года был произведён за отличие в прапорщики.
С самого начала поступления на военную службу он зарекомендовал себя искусным съёмщиком и сведущим математиком. Производившиеся при его деятельном участии съёмки в Финляндии и в окрестностях Санкт-Петербурга, несмотря на новизну дела, отличались исключительной точностью.
Русско-турецкая война 1828—1829 годов потребовала от Стефана применения его военно-топографического опыта на театре развертывавшихся боевых действий. В 1828 году он был прикомандирован к главной квартире 2-й армии, находившейся под Шумлой, и здесь, на пространстве между Варнским лиманом и Кулевчей, а в следующем году под Силистрией, производил беспрестанные и непрерывные съёмки, в немалой степени помогая ими начальствующим лицам ориентироваться в местности и занимать более удобные положения. В мае того же года, находясь в авангарде, он лично участвовал в деле под Кулевчей, окончившемся поражением армии верховного визиря, и за отличие, оказанное в этом сражении, произведён в чин штабс-капитана.
Вообще в течение всей турецкой кампании Стефан, производя съёмки маршрута и окрестностей, в то же время, увлекаемый личною храбростью и боевым пылом, часто откладывал инструменты в сторону и становился в ряды активных воинов. Неоднократно участвовал в разных делах, причём за отличие в деле под Сливной и при взятии этого города был награждён орденом св. Владимира 4-й степени с бантом и произведён в капитаны. Об этом времени Стефан впоследствии написал записки «Два года в Турции (с июля 1828—сентябрь 1830 г.)», опубликованные в «Инженерном журнале», (1878 год, № 1, часть неофициальная, отделение II, страницы 1—42, № 2, страницы 43—74).
По окончании турецкой кампании Стефан, заявивший себя как отличный офицер Главного штаба, был назначен в число офицеров, полагаемых для особых поручений в распоряжение военного министра и генерал-квартирмейстера Главного штаба. В этом звании Стефан исполнял важные поручения и командировки по части производства топографических съёмок в Северо-Западном крае. Эти труды, а также некоторые изобретения Стефана, например, его системы буссоль и мензула — последняя названа даже именем изобретателя, «мензулой Стефана», и в 1835 году была удостоена вниманием императора Николая І, — все это вместе взятое обратило на Стефана внимание Императорской военной академии, и он в 1834 году был приглашен туда преподавателем военной географии.
С этих пор Стефан посвятил все свои силы этой академий и в продолжение 23 лет исполнял последовательно обязанности штаб-офицера, заведующего обучающимися офицерами, затем вице-директора (с 17 сентября 1848 года) и, наконец, в 1854 году (с 4 февраля), с преобразованием академии, её начальника. Будучи в последней должности, он вполне правильно поставил в академии съёмку и курсы высшей и низшей геодезии; впоследствии, по его ходатайству, офицеры геодезического отделения, по особой программе, прикомандировывались на два года к Пулковской обсерватории.
В течение 23-летней деятельности в академии Стефан не только снискал себе уважение и любовь многих поколений учащейся военной молодежи, но вместе с тем укрепил за собой репутацию отличного знатока съемки и картографии. Исполняя обязанности начальника академии, Стефан вместе с тем был назначен начальником отделения Военно-ученого комитета Генерального штаба.
В 1858 году, когда при новой постановке академии с неограниченным приемом офицеров, управление ей оказалось не под силу Стефану, удрученному болезнями и трудами, он оставил должность начальника академии и назначен был членом её совета, а вместе с тем членом учебного комитета военно-учебных заведений и совещательного комитета Главного управления Генерального штаба (преобразованного впоследствии в Военно-учёный комитет Генерального штаба).
Во время педагогической деятельности Стефан произведён был в генерал-майоры (в 1848 году), генерал-лейтенанты (в 1857 году) и получил ордена св. Станислава 1-й степени, св. Анны 1-й степени и св. Владимира 2-й степени, а в 1868 году, в день 50-летия его службы в офицерских чинах, ему пожалован орден Белого Орла. Кроме того, 11 декабря 1840 года за беспорочную выслугу 25 лет в офицерских чинах Стефан был награждён орденом св. Георгия 4-й степени (№ 6234 по кавалерскому списку Григоровича — Степанова).
Из печатных трудов Стефана наиболее примечательны его перевод с немецкого языка брошюры Штреннера «Генеральный штаб, практически согласованный с армией» (СПб., 1850) и фундаментальная статья «О глазомерных съёмках» (1854 год).
Его имя выгравировано на юбилейной медали «В память пятидесятилетия Корпуса военных топографов. 1872».
Стефан скончался 18 марта 1873 года, похоронен на Смоленском евангелическом кладбище. Он был женат на Наталье-Шарлотте урождённой Танненберг, их дочь — Екатерина, сыновья — Николай и Александр (оба были действительными статскими советниками).